# Chloealtis dianae
Chloealtis dianae är en insektsart som först beskrevs av Gurney, Strohecker och Helfer 1963.  Chloealtis dianae ingår i släktet Chloealtis och familjen gräshoppor. Inga underarter finns listade i Catalogue of Life.